# Heilig-Geist-Kloster (Wimbern)

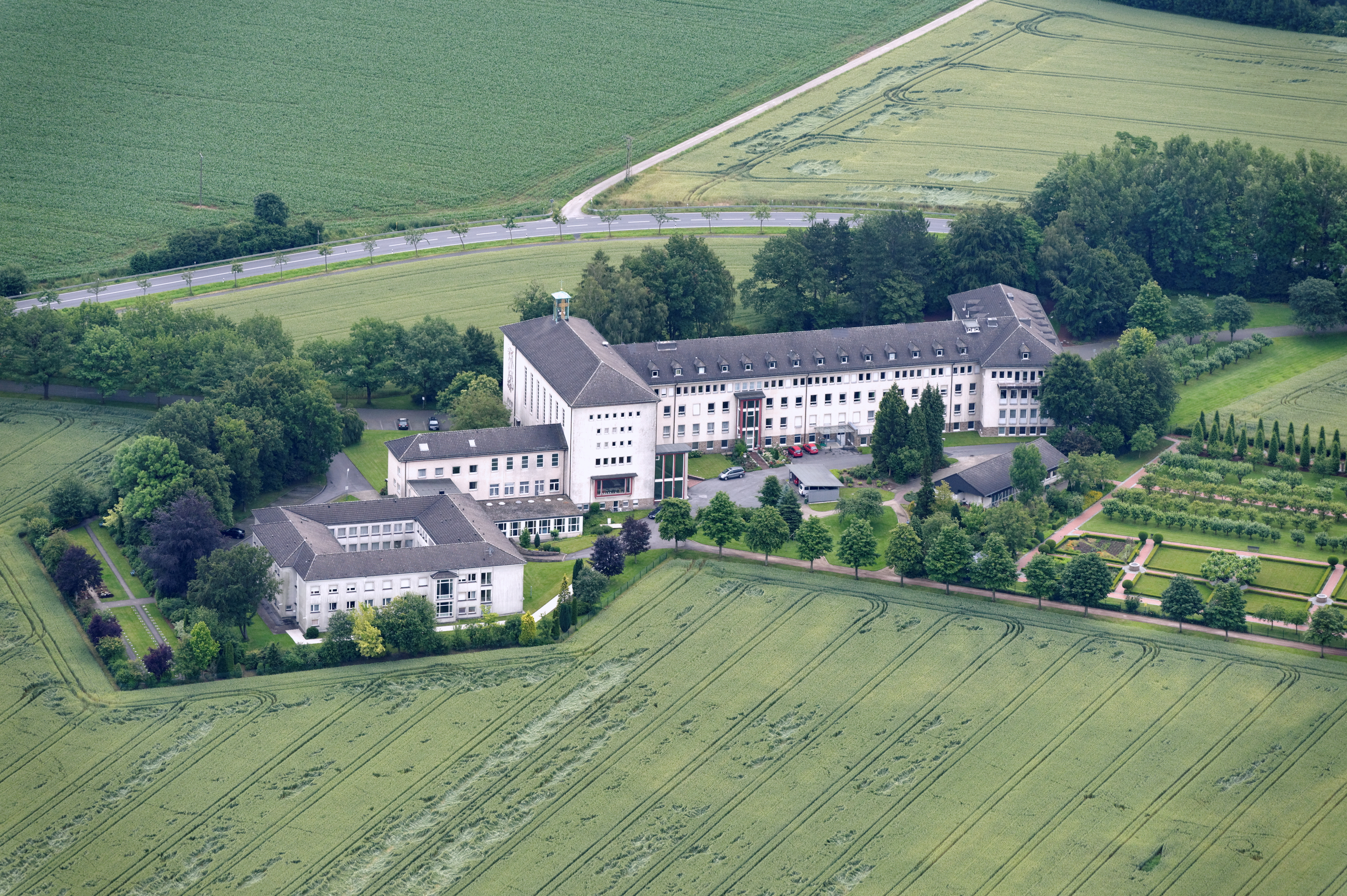
Luftaufnahme vom Heilig-Geist-Kloster

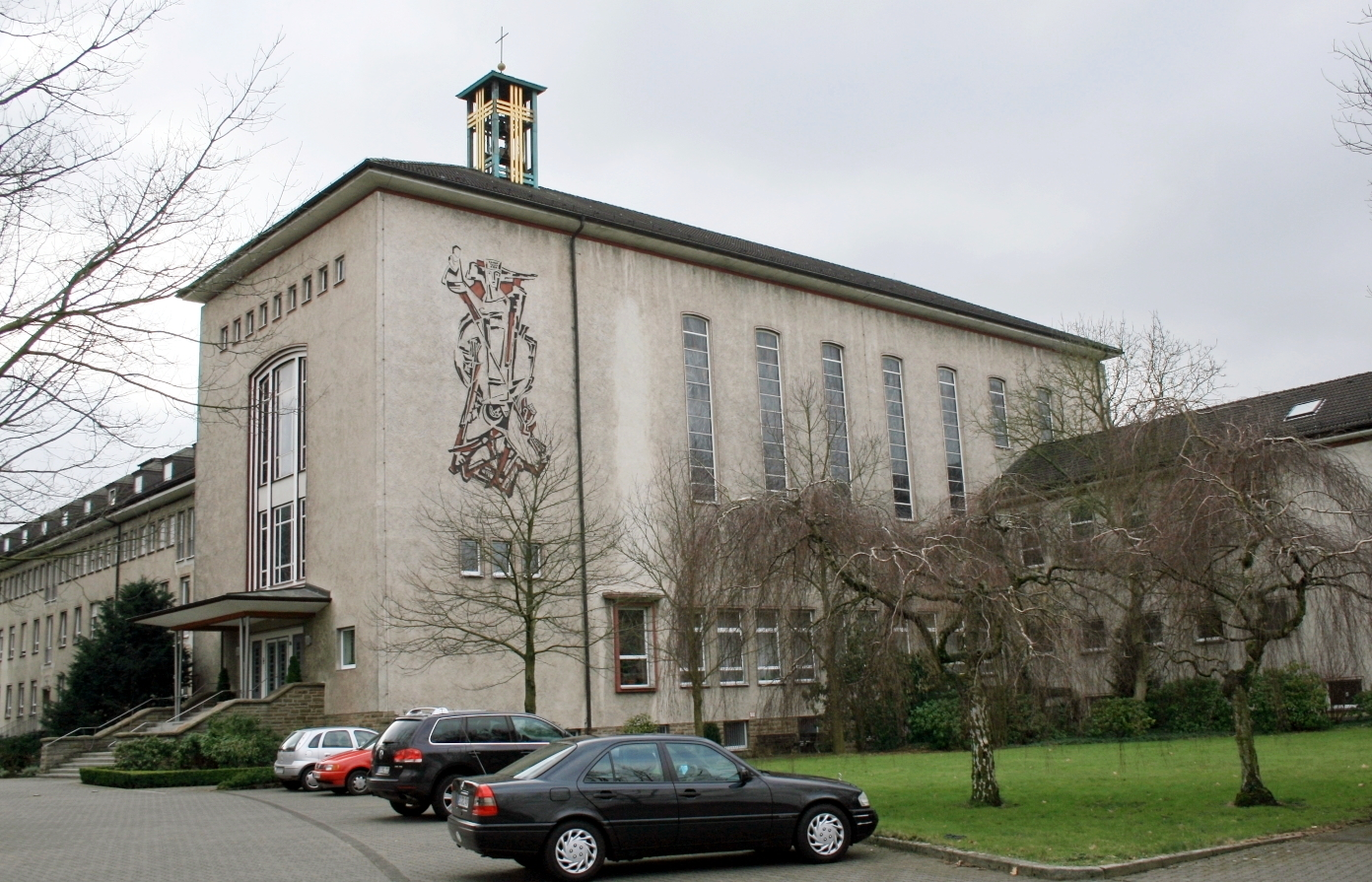
Heilig-Geist-Kloster in Wickede-Wimbern

Das Heilig-Geist-Kloster war ein Kloster der Steyler Missionsschwestern in Wickede-Wimbern und gleichzeitig bis 2016 – Verlagerung nach Mönchengladbach – Sitz der deutschen Provinz des Ordens.
Zum 31. März 2024 wurde das Kloster geschlossen. Die Klosterkirche wurde am 24. April 2024 profaniert.

## Geschichte
Nach dem Zweiten Weltkrieg waren die Steyler Missionsschwestern mit Ordensnachwuchs reich gesegnet. Das bisherige Provinzhaus „Marienau“ der deutschen Provinz in Vallendar erfüllte nicht mehr die Anforderungen. Es wurde an den Schönstatt-Priesterverband verkauft. Auf Empfehlung zweier Wimberner Söhne, die Steyler Patres P. Josef Schröder und P. Josef Bilge, erwarben die Steyler Missionsschwestern 1950 von Max Freiherr von Boeselager aus dem Voßwinkeler Schloss Höllinghofen Grund und Boden für das Kloster. Nach zweijähriger Bauzeit erfolgte der Bezug des Klosters im Frühjahr 1956. Am 2. Mai 1956 weihte Erzbischof Lorenz Jaeger die Klosterkirche.
Zuvor übernahmen die Steyler Missionsschwestern im November 1950 das Barackenkrankenhaus in Wimbern und eröffneten es am 1. Januar 1951 unter dem neuen Namen Herz-Mariä-Krankenhaus. Am 29. September 1971 wurde ein Neubau eröffnet unter dem Namen „Marienkrankenhaus Wimbern“ und die Baracken abgerissen. Das Marienkrankenhaus ging am 1. Juli 1994 in die Hände des Deutsch-Ordens-Hospitalwerk (DOH), danach an den Katholischen Hospitalverbundes Hellweg in Unna. Die steigenden Anforderungen an die Führung von Krankenhäusern und Altenheimen sowie das zunehmende Altern der Schwestern waren Gründe für diese Entscheidung. Der Krankenhausbetrieb wurde 2011 eingestellt.
Nachdem die Weltgesundheitsorganisation „WHO“ im Jahre 1980 die Pocken für ausgerottet erklärt hatte, wurde die ehemalige Pockenstation des Krankenhauses zum Alten- und Pflegeheim umgebaut, welches heute unter dem Namen „Senioren-Zentrum Häuser St. Raphael“ auch eine integrierte Tagespflege-Einrichtung und ein Haus für betreutes Wohnen umfasst. Es wird Stand 2024 vom Deutschen Orden betrieben und ist Stand 2024 anders als das Kloster und das Krankenhaus in Betrieb.
Das ursprünglich für die Ausbildung zum missionarischen Dienst vorgesehene Kloster diente zuletzt schwerpunktmäßig als einer von drei Altersruhesitzen. Es verfügte über eine Schwesternpflegestation für zeitweise 100 Schwestern. 2023 waren noch 63 Schwestern im Kloster, die bei der Auflösung auf die zwei anderen Pflegestandorte der deutschen Provinz des Ordens verteilt wurden. Dies sind das Dreifaltigkeitskloster in Laupheim und das Herz-Jesu-Kloster in Steyl (Niederlande) als dem Mutterhaus der internationalen Kongregation des Ordens, das ebenfalls der deutschen Prozvinz zu geordnet ist. Im Gegenzug für die Auflösung wurde das Kloster in Laupheim erheblich modernisiert mit einem Neubau eines Pflegeheimes, auch für die Bevölkerung mit eingelagertem Kloster und Pflegebereich für die Schwestern. Die 48 Mitarbeiter und Mitarbeiterinnen in Wimbern mussten neue Wege gehen.
Darüber hinaus stand das Haus offen für Einzelne und Gruppen. Die Schwestern boten Frauen geistliche Begleitung. Kurse zur Vertiefung des geistlichen Lebens wurden angeboten, etwa Besinnungstage, Exerzitien oder eine Einführung in das kontemplative Gebet.
Im Kloster befand sich zudem der Sitz des Regionalteams der Missionarischen Heilig-Geist-Gemeinschaft (MHGG), einer Gemeinschaft von Christen, die gemeinsam mit der Steyler Ordensfamilie auf dem Weg ist.